# マチェイ・サドロク
マチェイ・サドロク（Maciej Sadlok, 1989年6月29日 - ）は、ポーランド・オシフィエンチム出身の同国代表サッカー選手。ポジションはDF。ヴィスワ・クラクフ所属。

## 経歴
2007年1月からポーランドのルフ・ホジューフに所属し、7月27日、プロデビューを果たした。2010年8月31日、ポロニア・ワルシャワに移籍した。

## 代表歴
ポーランド代表として2009年11月、親善試合のルーマニア代表戦で代表デビューを果たした。

## 所属クラブ
- ルフ・ホジューフ 2007-2010
- ポロニア・ワルシャワ 2010-2012

→ ルフ・ホジューフ 2010 (loan)
- ルフ・ホジューフ 2012-2014
- ヴィスワ・クラクフ 2014-